# Rogers Cup 2015
Rogers Cup 2015 presented by National Bank — тенісний турнір, що проходив на відкритих кортах з твердим покриттям. Це був 126-й за ліком Відкритий чемпіонат Канади серед чоловіків і 114-й - серед жінок. Належав до категорії Мастерс у рамках Світовий Тур ATP 2015, а також категорії Premier 5 в рамках Туру WTA 2015. Чоловічий турнір відбувся на Uniprix Stadium у Монреалі з 10 до 16 серпня, а жіночий - в Aviva Centre у Торонто з 10 до 16 серпня 2015 року.
Другий сіяний Енді Маррей здобув титул серед чоловіків, а Белінда Бенчич - серед жінок.

## Очки і призові

### Нарахування очок
| Дисципліна                 | П    | Ф   | ПФ  | ЧФ  | 1/8 | 1/16 | 1/32 | Q   | Q2  | Q1  |
| Чоловіки, одиночний розряд | 1000 | 600 | 360 | 180 | 90  | 45   | 10   | 25  | 16  | 0   |
| Чоловіки, парний розряд    | 1000 | 600 | 360 | 180 | 90  | 0    | Н/Д  | Н/Д | Н/Д | Н/Д |
| Жінки, одиночний розряд    | 900  | 585 | 350 | 190 | 105 | 60   | 1    | 30  | 20  | 1   |
| Жінки, парний розряд       | 900  | 585 | 350 | 190 | 105 | 5    | Н/Д  | Н/Д | Н/Д | Н/Д |

### Призові гроші
| Дисципліна                 | П        | F        | ПФ       | ЧФ      | 1/8     | 1/16    | 1/32    | Q2     | Q1     |
| Чоловіки, одиночний розряд | $685,200 | $336,000 | $169,100 | $85,985 | $44,600 | $23,540 | $12,710 | $2,930 | $1,490 |
| Жінки, одиночний розряд    | $490,200 | $238,200 | $119,330 | $56,825 | $27,375 | $14,025 | $7,565  | $3,075 | $1,860 |
| Чоловіки, парний розряд    | $212,200 | $103,890 | $52,110  | $26,750 | $13,830 | $7,290  | Н/Д     | Н/Д    | Н/Д    |
| Жінки, парний розряд       | $140,230 | $70,835  | $35,070  | $17,650 | $8,950  | $4,420  | Н/Д     | Н/Д    | Н/Д    |

## Учасники основної сітки в рамках чоловічого турніру

### Сіяні учасники
| Країна          | Гравець           | Рейтинг1 | Сіяний |
| --------------- | ----------------- | -------- | ------ |
| Сербія          | Новак Джокович    | 1        | 1      |
| Велика Британія | Енді Маррей       | 3        | 2      |
| Швейцарія       | Стен Вавринка     | 4        | 3      |
| Японія          | Кей Нісікорі      | 5        | 4      |
| Чехія           | Томаш Бердих      | 6        | 5      |
| Хорватія        | Марин Чилич       | 8        | 6      |
| Іспанія         | Рафаель Надаль    | 9        | 7      |
| Канада          | Мілош Раоніч      | 10       | 8      |
| Франція         | Жиль Сімон        | 11       | 9      |
| Франція         | Жо-Вілфрід Тсонга | 12       | 10     |
| Франція         | Рішар Гаске       | 13       | 11     |
| ПАР             | Кевін Андерсон    | 14       | 12     |
| Бельгія         | Давід Ґоффен      | 15       | 13     |
| Болгарія        | Григор Димитров   | 16       | 14     |
| Франція         | Гаель Монфіс      | 17       | 15     |
| США             | Джон Ізнер        | 18       | 16     |

- 1Рейтинг подано станом на 3 серпня 2015

### Інші учасники
Учасники, що потрапили до основної сітки завдяки вайлд-кард:
- Філіп Бестер
- Френк Данцевич
- Filip Peliwo
- Вашек Поспішил

Учасники, що потрапили в основну сітку завдяки захищеному рейтингу:
- Янко Типсаревич

Гравці, що потрапили до основної сітки через стадію кваліфікації:
- Хьон Чун
- Олександр Долгополов
- Ернестс Гульбіс
- Деніс Кудла
- Лу Єн-Сун
- Дональд Янг
- Михайло Южний

Учасники, що потрапили до основної сітки як щасливий лузер:
- Ніколя Маю

### Відмовились від участі
До початку турніру
- Роджер Федерер (зміна розкладу) → його замінив  Єжи Янович
- Давид Феррер (травма) → його замінив  Сергій Стаховський
- Гільєрмо Гарсія-Лопес (травма) → його замінив  Жіль Мюллер
- Рішар Гаске (хвороба) → його замінив  Ніколя Маю
- Хуан Монако (травма) → його замінив  Жуан Соуза

### Знялись
- Стен Вавринка (травма спини)

## Учасники основної сітки в парному розряді

### Сіяні пари
| Країна          | Гравець        | Країна     | Гравець            | Рейтинг1 | Сіяний |
| --------------- | -------------- | ---------- | ------------------ | -------- | ------ |
| США             | Боб Браян      | США        | Майк Браян         | 2        | 1      |
| Бразилія        | Марсело Мело   | Хорватія   | Іван Додіг         | 7        | 2      |
| Румунія         | Горія Текеу    | Нідерланди | Жан-Жульєн Роєр    | 15       | 3      |
| Індія           | Роган Бопанна  | Румунія    | Флорін Мерджа      | 33       | 4      |
| Сербія          | Ненад Зімоньїч | Польща     | Марцін Матковський | 27       | 5      |
| Бразилія        | Бруно Соарес   | Австрія    | Александер Пея     | 30       | 6      |
| Велика Британія | Джеймі Маррей  | Австралія  | Джон Пірс          | 35       | 7      |
| Франція         | П'єр-Юг Ербер  | Франція    | Ніколя Маю         | 43       | 8      |

- Рейтинг подано станом на 3 серпня 2015

### Інші учасники
Нижче наведено пари, які отримали вайлдкард на участь в основній сітці:
- Ллейтон Г'юїтт /  Нік Киріос
- Аділ Шамасдін /  Філіп Бестер

## Учасниці основної сітки в рамках жіночого турніру

### Сіяні пари
| Країна    | Гравчиня             | Рейтинг1 | Сіяна |
| --------- | -------------------- | -------- | ----- |
| США       | Серена Вільямс       | 1        | 1     |
| Румунія   | Сімона Халеп         | 3        | 2     |
| Чехія     | Петра Квітова        | 4        | 3     |
| Данія     | Каролін Возняцкі     | 5        | 4     |
| Сербія    | Ана Іванович         | 6        | 5     |
| Польща    | Агнешка Радванська   | 7        | 6     |
| Чехія     | Луціє Шафарова       | 8        | 7     |
| Іспанія   | Гарбінє Мугуруса     | 9        | 8     |
| Іспанія   | Карла Суарес Наварро | 10       | 9     |
| Чехія     | Кароліна Плішкова    | 11       | 10    |
| Росія     | Катерина Макарова    | 12       | 11    |
| Швейцарія | Тімеа Бачинскі       | 13       | 12    |
| Німеччина | Анджелік Кербер      | 14       | 13    |
| США       | Вінус Вільямс        | 15       | 14    |
| Італія    | Сара Еррані          | 16       | 15    |
| Німеччина | Андреа Петкович      | 17       | 16    |

- 1 Рейтинг подано станом на 3 серпня 2015

### Інші учасниці
Учасниці, що потрапили до основної сітки завдяки вайлд-кард:
- Francoise Abanda
- Габріела Дабровскі
- Сімона Халеп
- Керол Чжао

Учасниця, що потрапила в основну сітку завдяки захищеному рентингові:
- Домініка Цібулкова

Гравчині, що потрапили до основної сітки через стадію кваліфікації:
- Місакі Дой
- Маріана Дуке-Маріно
- Ірина Фалконі
- Ольга Говорцова
- Полона Герцог
- Міряна Лучич-Бароні
- Моніка Пуїг
- Анна Татішвілі
- Леся Цуренко
- Гезер Вотсон
- Яніна Вікмаєр
- Каріна Віттгефт

Учасниці, що потрапили до основної сітки як щасливий лузер:
- Юлія Гергес

### Відмовились від участі
До початку турніру
- Каміла Джорджі (хвороба) → її замінила  Карін Кнапп
- Медісон Кіз (травма лівого зап'ястка) → її замінила  Юлія Гергес
- Світлана Кузнецова (травма лівої ноги) → її замінила  Алісон ван Ейтванк
- Марія Шарапова (розтягнення правої ноги) → її замінила  Алісон Ріск

### Знялись
- Сімона Халеп

## Учасниці основної сітки в парному розряді

### Сіяні пари
| Країна    | Гравчиня            | Країна    | Гравчиня             | Рейтинг1 | Сіяна |
| --------- | ------------------- | --------- | -------------------- | -------- | ----- |
| Швейцарія | Мартіна Хінгіс      | Індія     | Саня Мірза           | 3        | 1     |
| Росія     | Катерина Макарова   | Росія     | Олена Весніна        | 6        | 2     |
| США       | Бетані Маттек-Сендс | Чехія     | Луціє Шафарова       | 11       | 3     |
| Словенія  | Катарина Среботнік  | Франція   | Каролін Гарсія       | 32       | 4     |
| Австралія | Кейсі Деллаква      | Казахстан | Ярослава Шведова     | 32       | 5     |
| Італія    | Сара Еррані         | Італія    | Флавія Пеннетта      | 38       | 6     |
| Чехія     | Андреа Главачкова   | Чехія     | Луціє Градецька      | 39       | 7     |
| Іспанія   | Гарбінє Мугуруса    | Іспанія   | Карла Суарес Наварро | 40       | 8     |

- Рейтинг подано станом на 3 серпня 2015

### Інші учасниці
Нижче наведено пари, які отримали вайлдкард на участь в основній сітці:
- Francoise Abanda  /  Гейді Ель Табах
- Белінда Бенчич /  Домініка Цібулкова
- Шерон Фічмен  /  Керол Чжао
- Дарія Гаврилова /  Сімона Халеп

### Відмовились від участі
До початку турніру
- Анастасія Павлюченкова

## Фінальна частина

### Чоловіки. Одиночний розряд
- Енді Маррей —  Новак Джокович, 6–4, 4–6, 6–3

### Одиночний розряд. Жінки
- Белінда Бенчич —  Сімона Халеп, 7–6(7–5), 6–7(4–7), 3–0 ret.

### Парний розряд. Чоловіки
- Боб Браян /  Майк Браян —  Деніел Нестор /  Едуар Роже-Васслен, 7–6(7–5), 3–6, [10–6]

### Парний розряд. Жінки
- Бетані Маттек-Сендс /  Луціє Шафарова —  Каролін Гарсія /  Катарина Среботнік, 6–1, 6–2